# Barleria schmitti
Barleria schmitti är en akantusväxtart som beskrevs av Raymond Benoist. Barleria schmitti ingår i släktet Barleria och familjen akantusväxter. Inga underarter finns listade i Catalogue of Life.